# Groß Ellershausen
Groß Ellershausen is een plaats in de Duitse gemeente Göttingen, deelstaat Nedersaksen, en telt 1421 inwoners (2007).
- Gemeinsame Normdatei: 7590859-1
- Virtual International Authority File: 246321063